# Paek Nam-sun
Paek Nam-sun [en hangeul 백남순] (né en 1929 à Kilchu, Hamgyong (Corée du Nord) et mort le 2 janvier 2007), est un homme politique nord-coréen, ministre des Affaires étrangères de septembre 1998 à sa mort.
Diplômé de l'université Kim Il-sung de Pyongyang. Il est le vice-directeur du département des Affaires internationales au sein du Parti du travail de Corée en 1968. Il participe à des pourparlers inter-coréens en 1972 et s'est rendu à Séoul à quatre reprises dans les années 1990 pour des discussions bilatérales.
Il est ensuite nommé ambassadeur en Pologne en 1974 poste qu'il occupe jusqu'en 1979 avant devenir membre du corps législatif au sein de l'Assemblée suprême du peuple.
Son dernier déplacement à l'étranger remonte à juillet 2006 lorsqu'il s'est rendu en Malaisie dans le cadre des travaux annuels de l'Association des nations d'Asie du Sud-Est (Asean). Il avait alors reçu des soins à Kuala Lumpur, selon l'agence de presse sud-coréenne Yonhap.